# Hydra beijingensis
Hydra beijingensis är en nässeldjursart som beskrevs av Fan 2003. Hydra beijingensis ingår i släktet Hydra och familjen Hydridae. Inga underarter finns listade i Catalogue of Life.